# Ронан Аллен
Ронан Аллен (фр. Ronan_Allain; нар. 15 березня 1974) — французький палеонтолог, автор описання нових видів динозаврів. Куратор колекції викопних рептилій у Національному музеї природної історії у Парижі.
Він є фахівцем з динозаврів. У 2002 році захистив дисертацію про групу хижих динозаврів Megalosauridae у Національному музеї природної історії. У 2012 році з міжнародною командою брав участь у відкритті нового роду динозаврів Ichthyovenator у провінції Саваннакхет у Лаосі. У 2010 році брав участь у розкопках палеонтологічної формації Анжак-Шаранта і зумів реконструювати майже повний скелет нового орнітомімозавра.
Ронан Алейн описав кілька нових видів динозаврів з родів Tangvayosaurus, Pyroraptor, Dubreuillosaurus, Streptospondylus, Erectopus, Tazoudasaurus, Berberosaurus, Ichthyovenator, Rebbachisaurus, Poekilopleuron та Vouivria.